# 1751
| [ Edytuj tabelę ]              | |
| Król Polski                    | - 1733 August III Sas 1763 |
| Emir Afganistanu               | - 1747 Ahmed Szah Abdali (padyszach) 1772 |
| Współksiążęta Andory           | - 1747 Sebastià José de Victoria de Emparán de Loyola 1756 - 1715 Ludwik XV 1774                                                                   |
| Elektor Bawarii                | - 1745 Maksymilian III Józef 1777 |
| Sułtan Brunei                  | - 1745 Hussin Kamaluddin 1762 |
| Cesarz Chin                    | - 1735 Qianlong 1796 |
| Król Czech                     | - 1743 Maria Teresa 1780 |
| Król Danii                     | - 1746 Fryderyk V 1766 |
| Dalajlama                      | - 1708 Kelzang Gjaco 1757 |
| Cesarz Etiopii                 | - 1730 Ijasu II 1755 |
| Król Francji                   | - 1715 Ludwik XV 1774 |
| Król Hiszpanii                 | - 1746 Ferdynand VI 1759 |
| Landgraf Hesji-Kassel          | - 1730 Fryderyk I Heski 1751 - 1751 Wilhelm VIII Heski 1760                                                                                        |
| Stadhouder Holandii            | - 1747 Wilhelm IV Orański 1751 - 1751 Wilhelm V Orański 1795                                                                                       |
| Szach Iranu                    | - 1750 Karim Chan 1779 |
| Państwo Wielkich Mogołów       | - 1748 Ahmad Szah Bahadur 1754 |
| Król Irlandii                  | - 1727 Jerzy II Hanowerski 1760 |
| Cesarz Japonii                 | - 1747 Momozono 1762 |
| Kalif                          | - 1736 Mahmud I 1754 |
| Patriarcha Konstantynopola     | - 1748 Cyryl V 1751 |
| Władca Korei                   | - 1724 Yŏngjo 1776 |
| Książę Liechtensteinu          | - 1748 Józef Wacław 1772 |
| Sułtan Maroka                  | - 1745 Abdullah ibn Ismail 1757 |
| Książę Monako                  | - 1733 Honoriusz III 1793 |
| Król Nawarry                   | - 1710 Ludwik XV 1774 |
| Król Norwegii                  | - 1746 Fryderyk V 1766 |
| Sułtan Omanu                   | - 1749 Ahmad ibn Sa’id 1783 |
| Elektor Palatynatu             | - 1742 Karol IV Teodor 1799 |
| Papież                         | - 1740 Benedykt XIV 1758 |
| Książę Parmy i Piacenzy        | - 1748 Filip 1765 |
| Król Portugalii                | - 1750 Józef 1777 |
| Król w Prusach                 | - 1740 Fryderyk II Wielki 1772 |
| Car Rosji                      | - 1741 Elżbieta 1762 |
| Cesarz Rzymski (niemiecki)     | - 1745 Franciszek I Lotaryński 1765 |
| Kapitanowie Regenci San Marino | - 1750 Giovanni Antonio Leonardelli Alfonso Giangi 1751 - 1751 Aurelio Valloni Filippo Fabbrini 1751 - 1751 Giovanni Maria Giangi Marino Tini 1752 |
| Elektor Saksonii               | - 1733 Fryderyk August II (król Polski) 1763 |
| Król Sardynii                  | - 1730 Karol Emanuel III 1773 |
| Król Szwecji                   | - 1720 Fryderyk I Heski 1751 - 1751 Adolf Fryderyk 1771                                                                                            |
| Król Tajlandii                 | - 1733 Boromma Kot 1758 |
| Sułtan Turków                  | - 1730 Mahmud I 1754 |
| Doża Wenecji                   | - 1741 Pietro Grimani 1752 |
| Król Węgier                    | - 1740 Maria Teresa 1780 |
| Monarcha Wielkiej Brytanii     | - 1727 Jerzy II 1760 |
| Premier Wielkiej Brytanii      | - 1743 Henry Pelham 1754 |

Rok 1751 / MDCCLI
stulecia: XVII wiek ~
XVIII wiek ~
XIX wiek

lata: 1741 «
1746 «
1747 «
1748 «
1749 «
1750 «
1751
» 1752
» 1753
» 1754
» 1755
» 1756
» 1761

## Wydarzenia w Polsce
- 17 maja – w wyniku pożaru spłonął klasztor zakonu bernardynów w Opatowie[1].

## Wydarzenia na świecie
- 2 czerwca – opublikowano encyklikę Benedykta XIV Magno cum animi, zakazującą sprawowania mszy w miejscach niezaaprobowanych przez ordynariusza.
- 14 czerwca – papież Benedykt XIV wydał encyklikę A Quo Primum o sytuacji Żydów w Polsce.
- 29 czerwca – nuncjusz apostolski w Polsce abp Alberico Archinto poświęcił katedrę Świętej Trójcy w Dreźnie.
- 26 listopada – Adolf Fryderyk został królem Szwecji.
- 14 grudnia – cesarzowa Maria Teresa założyła w Wiener Neustadt Terezjańską Akademię Wojskową.

- Ukazał się pierwszy tom Wielkiej encyklopedii francuskiej.
- Odkrycie niklu przez Axela Fredrika Cronstedta.
- Powstała Preußisch-Asiatische Handelskompagnie.

## Urodzili się
- 8 stycznia – Jan Franciszek Bousquet, francuski duchowny katolicki, męczennik, błogosławiony (zm. 1792)
- 12 stycznia – Ferdynand I Burbon-Sycylijski, król Sycylii (zm. 1825)
- 3 lutego – Ludwik Józef François, francuski duchowny katolicki, męczennik, błogosławiony (zm. 1792)
- 16 marca – James Madison, czwarty prezydent USA (zm. 1836)
- 18 marca – Wincenty Jakubowski, polski kaznodzieja, poeta, tłumacz (zm. 1826)
- 24 maja – Karol Emanuel IV, król Sardynii (zm. 1819)
- 3 czerwca – Wincenty Romano, włoski duchowny katolicki, święty (zm. 1831)
- 14 czerwca – Gabriel Desprez de Roche, francuski duchowny katolicki, męczennik, błogosławiony (zm. 1792)
- 12 lipca – Julia Billiart, francuska zakonnica, założycielka Zgromadzenia Sióstr od Naszej Pani z Namur, święta katolicka (zm. 1816)
- 30 lipca – Maria Anna Mozart, siostra Wolfganga Amadeusa, utalentowana klawesynistka (zm. 1829)
- 18 października – Ludwik Franciszek Rigot, francuski męczennik, błogosławiony katolicki (zm. 1792)
- 24 października – Feliks Łukasz Lewiński, polski duchowny katolicki, biskup pomocniczy wrocławski, biskup janowski (zm. 1825)
- 24 listopada – Armand de Foucauld de Pontbriand, francuski duchowny katolicki, męczennik, błogosławiony
- 26 grudnia – Klemens Dworzak (Hofbauer), redemptorysta, święty katolicki (zm. 1820)

data dzienna nieznana: 
- Łukasz Hong Nak-min, koreański męczennik, błogosławiony katolicki (zm. 1801)
- Jakub Kwon Sang-yeon, koreański męczennik, błogosławiony katolicki (zm. 1791)
- Stanisław Szczęsny Potocki, polityk polski o orientacji prorosyjskiej, jeden z przywódców konfederacji targowickiej (zm. 1805)

## Zmarli
- 17 stycznia – Tomaso Albinoni, włoski kompozytor
- 4 marca – Walenty Aleksander Czapski, polski duchowny katolicki, biskup przemyski (ur. 1682)
- 17 maja – Józef Potocki, polski hetman wielki koronny (ur. 1673)
- 26 listopada – Leonard z Porto Maurizio, włoski franciszkanin, święty katolicki (ur. 1676)

## Święta ruchome
- Tłusty czwartek: 18 lutego
- Ostatki: 23 lutego
- Popielec: 24 lutego
- Niedziela Palmowa: 4 kwietnia
- Wielki Czwartek: 8 kwietnia
- Wielki Piątek: 9 kwietnia
- Wielka Sobota: 10 kwietnia
- Wielkanoc: 11 kwietnia
- Poniedziałek Wielkanocny: 12 kwietnia
- Wniebowstąpienie Pańskie: 20 maja
- Zesłanie Ducha Świętego: 30 maja
- Boże Ciało: 10 czerwca